# Mauritiella aculeata
Mauritiella aculeata (nomes comuns: caranaí ou caraná) é uma espécie botânica de palmeira, nativa da América do Sul.

## Nomes vernáculos
- Tucano: kõhâ
- Iuhupde: dɨɨw